# Camille de Renesse
Camille Maximilien Frédéric de Renesse-Breidbach (Bruxelles, 9 luglio 1836 – Nizza, 12 giugno 1904) è stato un imprenditore e scrittore belga.
Nacque nella capitale belga da una famiglia aristocratica belga di origine olandese e nel 1868 sposò la contessa Malvina de Kerkove van Deterghem.
Durante un soggiorno in Engadina, a Sankt Moritz, gli venne l'idea di creare nella zona un grosso complesso alberghiero, dove l'aristocrazia europea potesse riposarsi, prendere bagni e giocare a golf. Il conte, dopo che il suo progetto venne rigettato dai comuni di Celerina, Segl e St. Moritz, a causa dell'enorme potere della locale famiglia Badrutt, decise di agire in proprio, acquistando circa 140 ettari di terreno a Maloja, presso il lago di Sils.
Fra il 1882 ed il 1884 riuscì quindi a realizzare con propri capitali l'Hôtel Kursaal de la Maloja (oggi Maloja Palace), ma pochi giorni prima dell'inaugurazione un'epidemia di colera scoppiò nella vicina Italia, danneggiando gli affari dell'albergo. Il conte fu costretto a dichiarare fallimento dopo appena sei mesi; per di più la moglie Malvina morì a causa di una cardiopatia nello stesso autunno a Basilea, causandogli un altro danno che era pure un gravissimo dolore.
Tuttavia, l'hotel creato dal Renesse, dopo essere stato venduto, rimase un luogo turistico ricercatissimo dei cittadini più ricchi d'Europa, almeno per i tre decenni successivi. Molti altri alberghi e strutture ricettive dell'epoca si ispirarono al suo stile. sia sotto l'aspetto architettonico che degli arredi ed anche la dicitura "Kursaal" divenne diffusissima, proprio perché aveva la forza di richiamare un'idea di divertimento, spensieratezza, vacanza.
Dopo la bancarotta, il conte de Renesse, che può essere considerato uno dei pionieri del moderno turismo in Svizzera, si ritirò in un altro edificio che aveva fatto costruire nelle vicinanze del Kursaal, la Torre Belvedere, che divenne per breve tempo la sua residenza personale prima che si trasferisse a Nizza, dove cominciò a fare attività di scrittore, dando alle stampe una serie di libri di ispirazione cristiana.